# ムーズ県
ムーズ県 (ムーズけん、Meuse) は、フランスのグラン・テスト地域圏の県である。県名は県内を流れる川の名(ムーズ川)に由来する。

## 歴史

1790年以前の州で色分けされた地図
バル公国
ロレーヌ公国
シャンパーニュおよびクレルモントワ
トロワゼヴェシェ
モンメディ、フランスにおけるリュクサンブール公領の一部
カリニャン公国

ムーズ県は、フランス革命の1790年3月4日に83の県の1つとして、1789年12月22日制定の法律に基づいて設置され、共和国発足時の領土としてはロレーヌ地域圏のもっとも西側に位置していた。
この県は、設置以来、県内の各境界がほとんど変動しなかった。1997年にアン＝ドヴァン＝ピエールポン(Han-devant-Pierrepont)という小さなコミューンが、ムルト・エ・モーゼル(Meurthe-et-Moselle)へと異動した例はある。
ムーズ県、とりわけ1916年のヴェルダンは、第一次世界大戦の主要な戦闘現場であった。(ヴェルダンの戦い)

## 地勢
県境は、アルデンヌ県、マルヌ県、オート＝マルヌ県、ヴォージュ県、ムルト＝エ＝モゼル県、さらに、ベルギー王国にも接している。
主要都市はコメルシ、ヴェルダン、バル＝ル＝デュックである。主要河川はムーズ川、エール川などがある。

## 気候
ムーズ県の気候は海洋性気候と大陸性気候の両方の影響を同時に受ける為に、平均的とされる時期を横切るように気候が変動し、暑期や雨季の間を繰り返している。
降水量は、東部地域では、多い時は900mm前後を上下することもあるが、850mmを切ることもある。中部地域のバロワでは1000mmを超える。

## 人口統計
| 1968年  | 1975年  | 1982年  | 1990年  | 1999年  | 2006年  | 2011年  | 2011年 |
| ------- | ------- | ------- | ------- | ------- | ------- | ------- | ------ |
| 210 000 | 203 904 | 200 101 | 196 000 | 192 443 | 192 499 | 193 557 |        |

Sources : INSEE - Quid 2003 - INSEE recensement 1999

### 主なコミューン
| 人口3000人以上のコミューン     |        |        |
| 人口3000人以上のコミューン     | 2014   |        |
| ------------------------------ | ------ | ------ |
| ヴェルダン                     | 2014   | 18 327 |
| バル＝ル＝デュック             | 15 759 |        |
| コメルシー                     | 6 262  |        |
| サン＝ミイル                   | 4 339  |        |
| リニー＝アン＝バロワ           | 4 170  |        |
| エタン                         | 3 768  |        |
| ベルヴィル＝シュル＝ムーズ     | 3 205  |        |
| ティエルヴィル＝シュル＝ムーズ | 3 041  |        |
| レヴィニー＝シュロルナン       | 3 005  |        |

## 観光・文化
観光には2つの側面がある。グリーン・ツーリズム（アルゴンヌの森、ウォエヴルの湖沼郡）と、一方で第一次世界大戦の史跡（ヴェルダン、ドゥオモン）である。

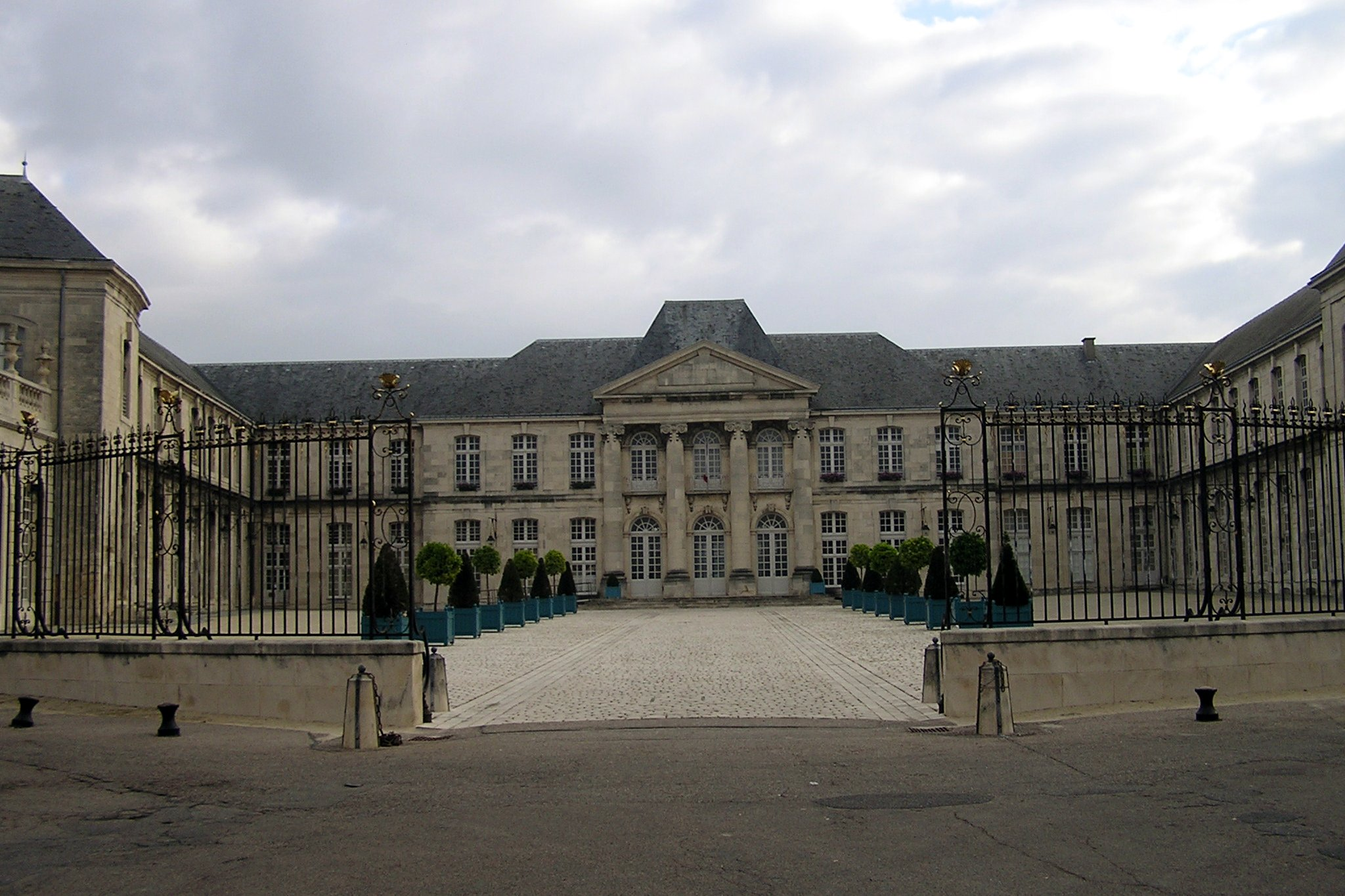
ヴォーデモン伯の居城コメルシ城
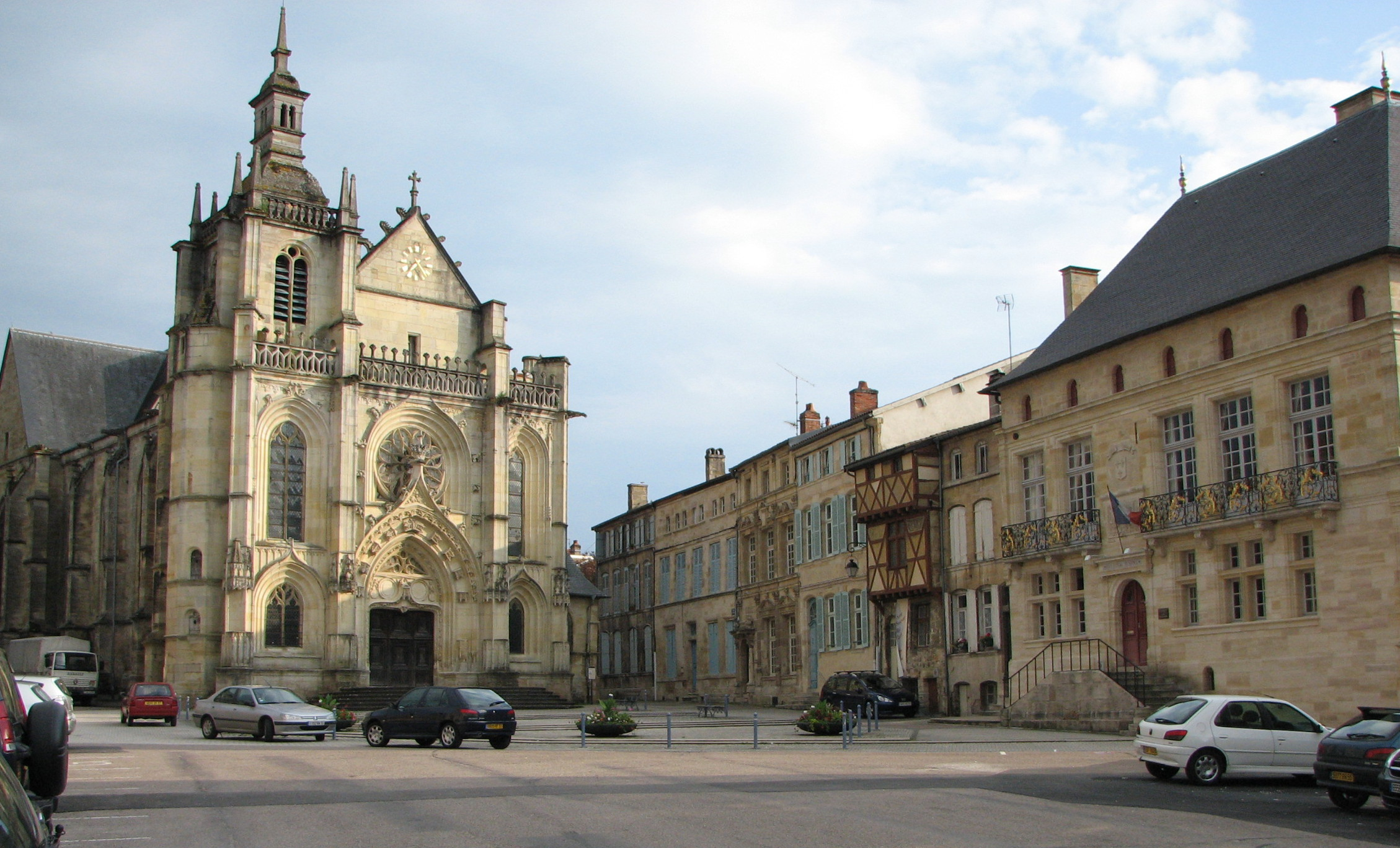
バル＝ル＝デュック
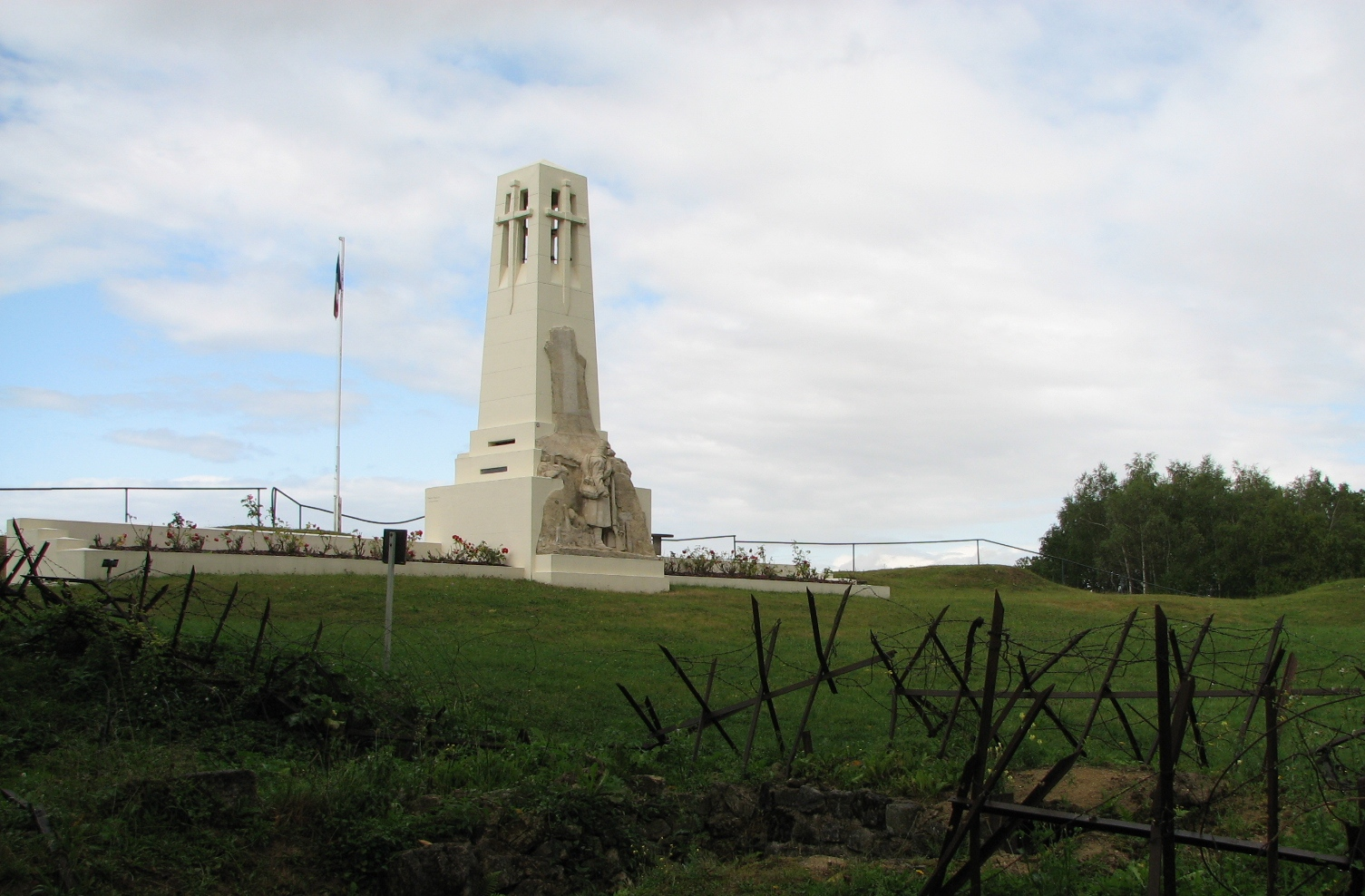
ヴォークオワにたつ第一次大戦の慰霊塔
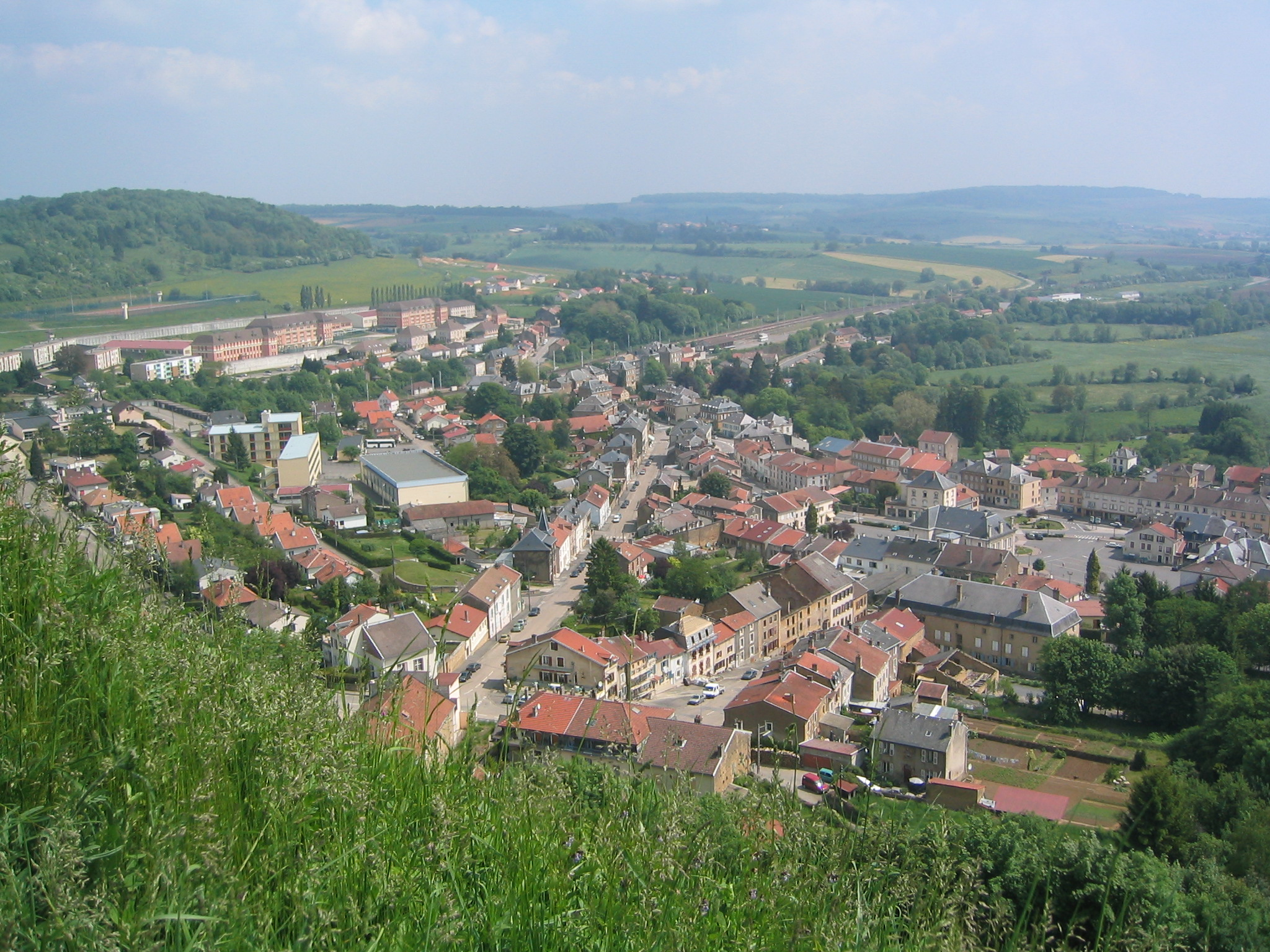
モンメディ

## 出身者
- デュ・バリー夫人（ルイ15世の公妾） - ヴォクルール（フランス語版）出身。少女期以降は、現在のパリ5区周辺等で育つ。
- ジョゼフ・ボワイエ・ド・レブヴァル（フランス語版）（フランス革命及びフランス第一帝政期の将軍） - ヴォクルール出身。第六次対仏大同盟軍とのパリの戦い (1814年)（フランス語版）では、パンタンから現在のパリ19区コンバ地区周辺守備軍司令。百日天下でのワーテルローの戦いにも参戦した。

## ゆかりのある人物
- ジャンヌ・ダルク - ニシンの戦いの敗北を予言し、ヴォクルールからシノンの王太子の下に向かうことになった。ジャンヌ・ダルク自身は、隣県にある現在のヴォージュ県ドンレミ＝ラ＝ピュセル出身。